# South Downs Way

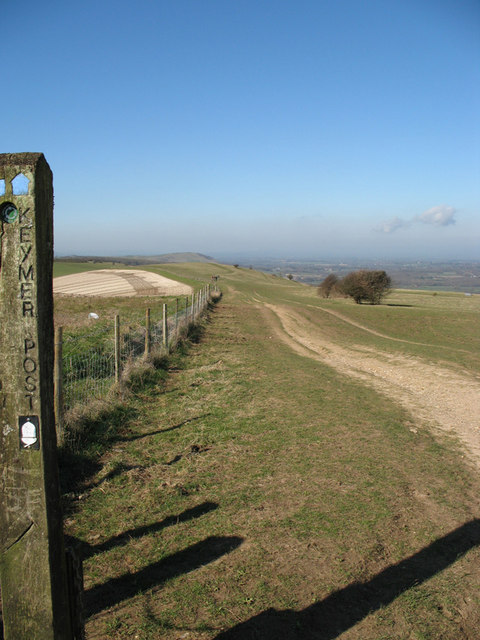

De South Downs Way is een langeafstandswandelpad (National Trail) in Engeland. Het pad is 161 kilometer lang en loopt door Nationaal park South Downs. Het loopt van Winchester naar Eastbourne.